# Scelio floridus
Scelio floridus är en stekelart som beskrevs av Mikhail Vasilievich Kozlov och Kononova 1990. Scelio floridus ingår i släktet Scelio och familjen Scelionidae. Inga underarter finns listade i Catalogue of Life.